# Nordanå
Nordanå – miejscowość (tätort) w Szwecji, w regionie administracyjnym (län) Skania, w gminie Staffanstorp.
Według danych Szwedzkiego Urzędu Statystycznego liczba ludności wyniosła: 250 (31 grudnia 2018) i 274 (31 grudnia 2019).